# 京都自動車専門学校
京都自動車専門学校（きょうとじどうしゃせんもんがっこう）は、京都府京都市にある私立専修学校。

## 概観

### 学校全体
京都自動車専門学校は電気自動車時代に対応できる自動車整備士、カーエンジニアを育成する、他に例のないIT自動車専門学校。高等学校のあらゆる学科から入学が可能。1986年に創立され、自動車整備士養成の教育機関としては京都で最も伝統があり、毎年多くの二級自動車整備士を輩出している。修業年限は2年で、卒業時には専門士の称号が与えられる。特定のメーカーの系列に属していないため、さまざまなメーカーの車を教材にした整備技術を学ぶことができる。グループ校として、1963年に創立された日本で最初のコンピュータ教育機関である京都コンピュータ学院、応用情報分野では日本で最初の専門職大学院である京都情報大学院大学、留学生向けの京都日本語研修センターがある。卒業後に京都コンピュータ学院への編入学が可能。編入後に京都コンピュータ学院の4年制課程を卒業すれば高度専門士の称号が与えられる。

株式会社マツシマホールディングス（旧社名 カミッグ）と提携している。

### 建学の精神（校訓・理念・学是）

#### 基本理念
技術に優れ，高い倫理観を持つ自動車技術者を育成し，自動車産業と地域社会の発展に貢献する。

#### 教育方針
自動車技術の学問的性格を重視し，自動車工学における基礎から応用に至るまでの広範な教育を行い，自動車業界との連携を強めることにより，自動車の進歩発展に即応できる技術と知性・感性共に優れた人材を育成する。

### 教育および研究
二級自動車整備士養成に加え、近年のカーエレクトロニクスに対応した組込みシステムの基礎を学ぶ。少人数の班編成によるきめ細かい実習教育を行っている。
株式会社マツシマホールディングスと提携しており、ヨーロッパ車を実習材料に使うことができる。また、最新鋭の整備工場における実習や、現役メカニックによる指導、ディーラーメカニック必須の接客技術の指導などが受けられる。

## 基礎データ

### 所在地
- 大宮校舎（京都府京都市南区東寺東門前町73）
- 猪熊校舎（京都府京都市南区九条藤木町45-1）

### 象徴
- スクールカラー

スクールカラーは橙色でKCGオレンジと称している。
- 徽章

kcg.eduはグループの徽章として2003年より使われている。これは1995年にKCGグループが取得したドメイン名に由来する。アメリカ国外の教育機関が.eduドメインを認められるのは極めて例が少なく、日本では唯一である（.eduを参照）。このドメイン名は現在、グループ校の京都情報大学院大学が使用している。京都自動車専門学校も2013年のグループ加入により、この徽章を使用している。

## 教育
自動車整備士養成の一環で在学生の資格取得に力を入れており、取得できる資格として次のものを挙げている。
- 二級ガソリン自動車整備士（実技試験免除）
- 二級ジーゼル自動車整備士（実技試験免除）
- 危険物取扱者（乙種）
- ガス溶接技能者
- アーク溶接技能者

など
KCGグループに加入したことで、自動車整備士に関わる資格だけでなく、ITパスポートや基本情報技術者試験など、IT系の資格にも挑戦できるとしている。

## 施設

### 校舎
- 大宮校舎
  - 学科棟
  - 交通アクセス：近鉄京都線東寺駅から徒歩12分，または京都駅から徒歩13分
- 猪熊校舎
  - 実習棟
  - 交通アクセス：近鉄京都線東寺駅から徒歩9分，または京都駅から徒歩10分

## グループ校
- 京都コンピュータ学院
- 京都情報大学院大学
- 京都日本語研修センター